# Teleogryllus clarus
Teleogryllus clarus är en insektsart som beskrevs av Andrej Vasiljevitj Gorochov 1988. Teleogryllus clarus ingår i släktet Teleogryllus och familjen syrsor. Inga underarter finns listade i Catalogue of Life.